# 梁用逵
梁用逵（15世紀—16世紀），號徐廳，廣東廣州府順德縣上寮人，明朝政治人物。

## 生平
梁用逵是嘉靖二十二年（1543年）癸卯科廣東鄉試舉人，授鬱林州學正，理學為時人所重，任江西鄉試同考官，陞萍鄉知縣，萍鄉接壤分宜，權相嚴嵩田產多在萍鄉，恃權積欠賦稅，前任知縣也無可奈何，他遇上嚴嵩族人抗稅者動輒鞭笞沒有寬貸，嚴嵩得知後命令上級陷害他，然而其上級一向佩服他剛正，暗中讓他辭官回鄉，嚴嵩家人在路途中計畫對他不利，袁州知府聽聞後用車掩護他才獲免。萍鄉多虎患，他在當地捐修城郭、安輯居民，猛虎因此絕跡。

## 引用
1. 1 2  咸豐《順德縣志·卷二十四·列傳四》：梁用逵，號徐廳，上寮人，嘉靖癸卯舉於鄉，授鬱林州學正，理學為一時推重，應江西鄉闈同考聘，遷令萍鄉，萍故接壤分宜，權相嚴嵩田產多在萍者，恃勢逋賦，前令莫敢誰何，用逵遇嚴族戚有抗逋輒笞之不少貸，嚴嗾其上官，以事陷焉，上官素服其剛正，潛令解組歸，嚴家人要之，於道將為不利，袁州守聞之以車蓋擁護始免，先是地患虎，逵但捐修城郭、安輯居民，而猛虎絕跡。子符中嘉靖己酉鄉試……孫兆電，萬厯乙酉鄉薦……曾孫觀歲貢；元孫朝鑑由番禺籍 南海志作由南學 舉崇正丙子賢書，四世家學稱望族。